# Osobłoga (wieś)

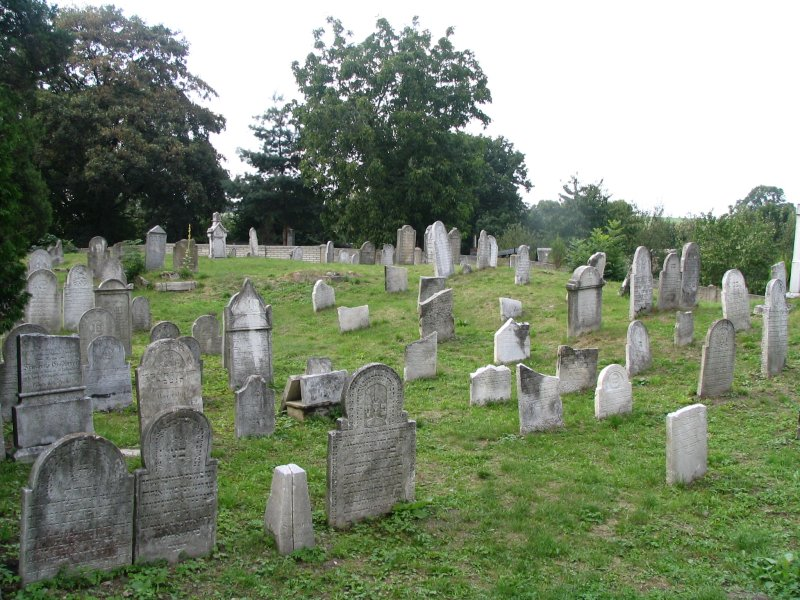
Cmentarz żydowski (sierpień 2004)

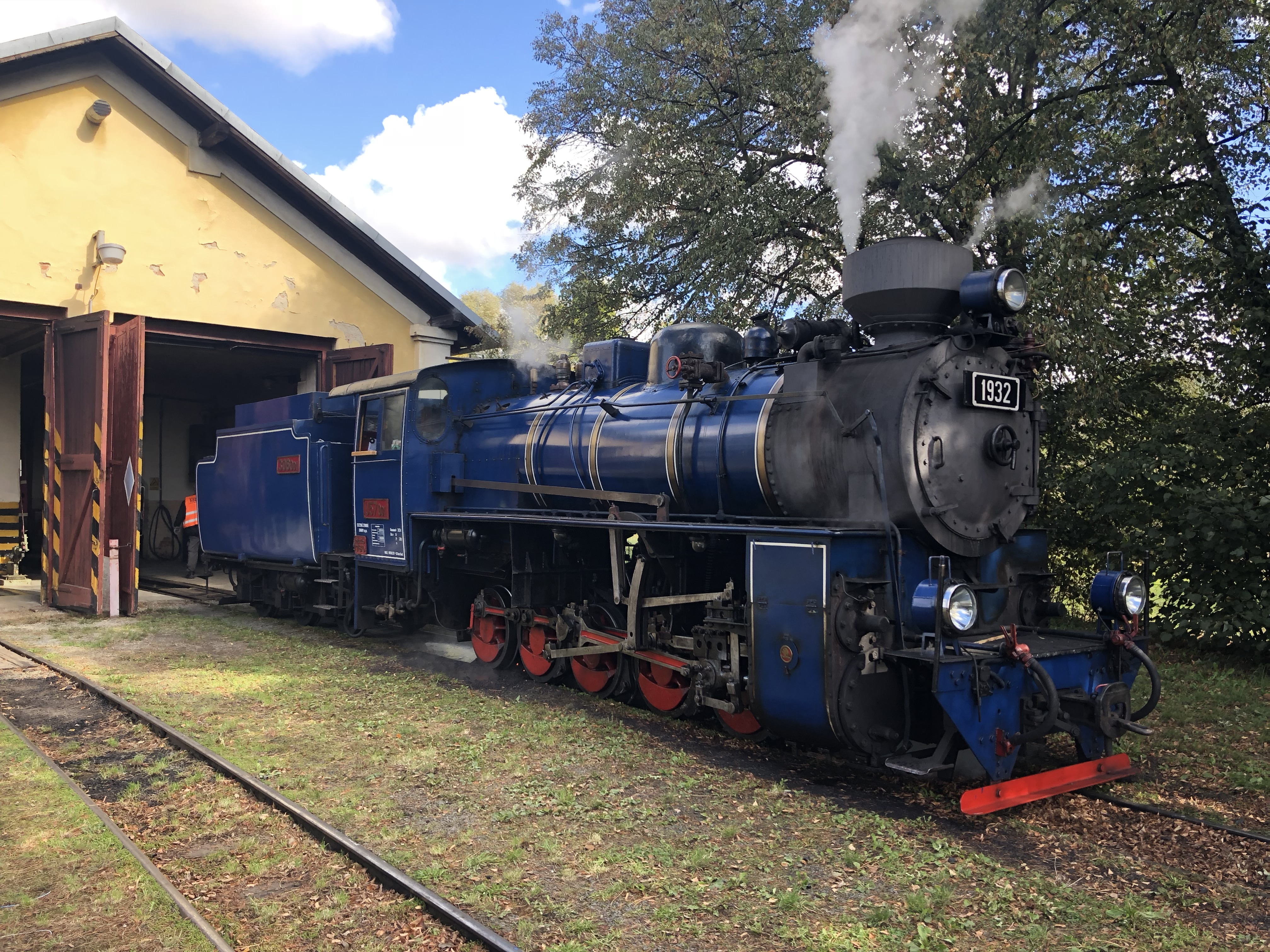
Parowóz obsługujący linię wąskotorową na trasie Osobłoga- Tremesna

Osobłoga (cz. Osoblaha, niem. Hotzenplotz, jidysz Hotz'plotz, śl. Ôsobłoga) – wieś gminna w Czechach, w kraju morawsko-śląskim (powiat Bruntál) w cyplu osobłoskim (czes. osoblažský výběžek). Położona nad rzeką Osobłogą na granicy Gór Opawskich (czes. Zlatohorská vrchovina) i Płaskowyżu Głubczyckiego (czes. Opavská pahorkatina). Osobłoga leży przy granicy z Polską, a najbliższym miastem w Polsce jest leżący w odległości 6 km Prudnik.
Osobłoga historycznie jest jedną z licznych enklaw morawskich leżących na terenie dawnego Śląska Austriackiego (obecnego Śląska Czeskiego). Mimo to już od XIX wieku administracyjnie była połączona ze Śląskiem.
Wzmiankowane po raz pierwszy w 1233 roku, do 1945 roku miała prawa miejskie. Mimo to, Osobłoga ma miejski charakter, z miejskim układem ulic, głównym placem i blokami. Większość zabudowań Osobłogi to właśnie bloki mieszkalne, historyczna zabudowa została w znacznym stopniu zniszczona w czasie walk w 1945 roku.

## Podział

### części gminy
- Osoblaha

### gminy katastralne
- Osoblaha
- Studnice u Osoblahy

## Nazwa
Miejscowość w historii miała wiele nazw w językach czeskim, polskim i niemieckim. Niemiecki nauczyciel Heinrich Adamy w swoim dziele o nazwach miejscowych na Śląsku wydanym w 1888 roku we Wrocławiu jako najstarszą nazwę miejscowości wymienia zlatynizowane nazwy Ossoblavia i Ossoblow, podając jej znaczenie "Von der Ossa umgeben". Pierwotna nazwa została później przez Niemców zgermanizowana na Hotzenplotz, tracąc swoje pierwotne znaczenie. W roku 1613 śląski regionalista i historyk Mikołaj Henel z Prudnika wymienił miejscowość w swoim dziele o geografii Śląska pt. Silesiographia podając jej łacińską nazwę: Osoblavia.

## Gminy partnerskie
- Izbicko

## Turystyka
12 i 16 lipca 2010, w ramach organizowanego w Prudniku VI Europejskiego Tygodnia Turystyki Rowerowej, w którym wzięli udział rowerzyści z całej Europy, przez Osobłogę prowadziły trasy „Szlakiem Pielgrzyma” i „Szlakiem pogranicza polsko-czeskiego”.

## Osoby urodzone w Osobłodze
- Franz Xaver Johann Richter (1783–1856), historyk i bibliotekarz[5]
- Berthold Englisch (1851–1897) - szachista austriacki pochodzenia żydowskiego
- Oskar Gutwinski (1873-1932) - jesionicki góral i pionier narciarski